# Bert Axell
Herbert Ernest "Bert" Axell MBE (1 de juliol de 1915 - 12 de novembre de 2001) va ser un naturalista i conservacionista britànic que va destacar en la direcció d'espais protegits en zones humides i innovacions a les reserves de la Royal Society for the Protection of Birds (RSPB).
Axell fomà part del grup d'ornitòlegs-ambientalistes que, acabada la II Guerra Mundial, van emprendre un moviment conservacionista d'abast global. Aquest grup de nous gestors del medi ambient utilitzarien les eines dels organismes internacionals per forjar unes idees d'interdependència entre països amb un discurs on, el medi natural i la biosfera es consolidaben com a conceptes emergents amb repercussions en el clima, la població i l'economia del planeta Terra. El britànic Julian Huxley, i l'irlandès Max Nicholson van impulsar una visió cultural, moralitzant, econòmica i recreativa del medi ambient que, juntament amb les activitats de recerca, guiaria bona part de la gestió dels espais naturals de la dècada del 1960 i 1970.
Després de retirar-se a l'Oficina de Correus el 1952, es va convertir en el director de la reserva de la RSPB a Dungeness, on hi va estar treballant fins al 1959. En aquest espai, Axell va introduir innovacions per ajudar en l'anellament d'ocells, en particular les tenalles especials i les xarxes de boira.

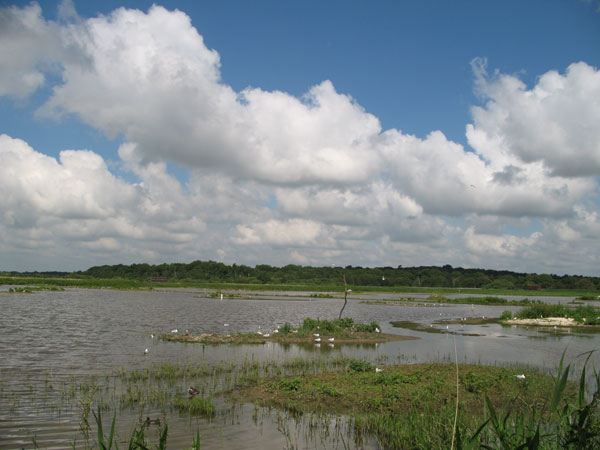
Vista sobre el Scrape a la reserva natural de Minismere (Suffolk), Regne Unit

Va ser nomenat director de la reserva de Minsmere de la RSPB el 1959, on va introduir canvis importants en la gestió dels aiguamolls, que mes endavant tindrien impacte i s'adoptarien en altres espais. Es va adonar que la successió vegetal acabaria provocant la pèrdua d'hàbitats importants, com ara els sols erms a la terra, o les aigües obertes en relació als canyissars, tret que s'impedís activament la colonització amb plantes naturals. Es va retirar d'aquest càrrec el 1977.

## Projecció internacional
Axell va ser consultor pel desenvolupament de plans sobre les millores de les zones humides com el Parc Nacional de Doñana a Andalusia; i els Aiguamolls de l'Empordà, així com el seu paper actiu en la creació de les reserves naturals de Mai Po a Hong Kong i Kota Belud a Malàisia.

### Doñana
L'expedició que els ornitòlegs Francisco Bernis i José Antonio Valverde, van fer a aquest espai el 1952 per l'anellament d'ocells va ser la punta de llança a partir de la qual es va fonamentar la conservació dels espais naturals de Doñana. El 1954 Valverde coneix a Luc Hoffman que l'introdueix en els cercles internacionals a partir del Congrés Ornitològic de Basilea. Quatre anys més tard, Julian Huxley, director general de la UNESCO, i Max Nicholson, fundador del British Trust for Ornithology, i impulsor entre d'altres de la Unió Internacional per la Conservació de la Natura (UICN) hi van protagonitzar un viatge decisiu. Ambdós es van trobar a Doñana el 1957, en el marc d'una expedició naturalista, botànica i ornitològica que serviria per donar impuls a la constitució de la WWF (World Wildlife Found) el 1961 juntament amb els naturalistes: Victor Stolan, Sir Peter Scott i Guy Mountfort.

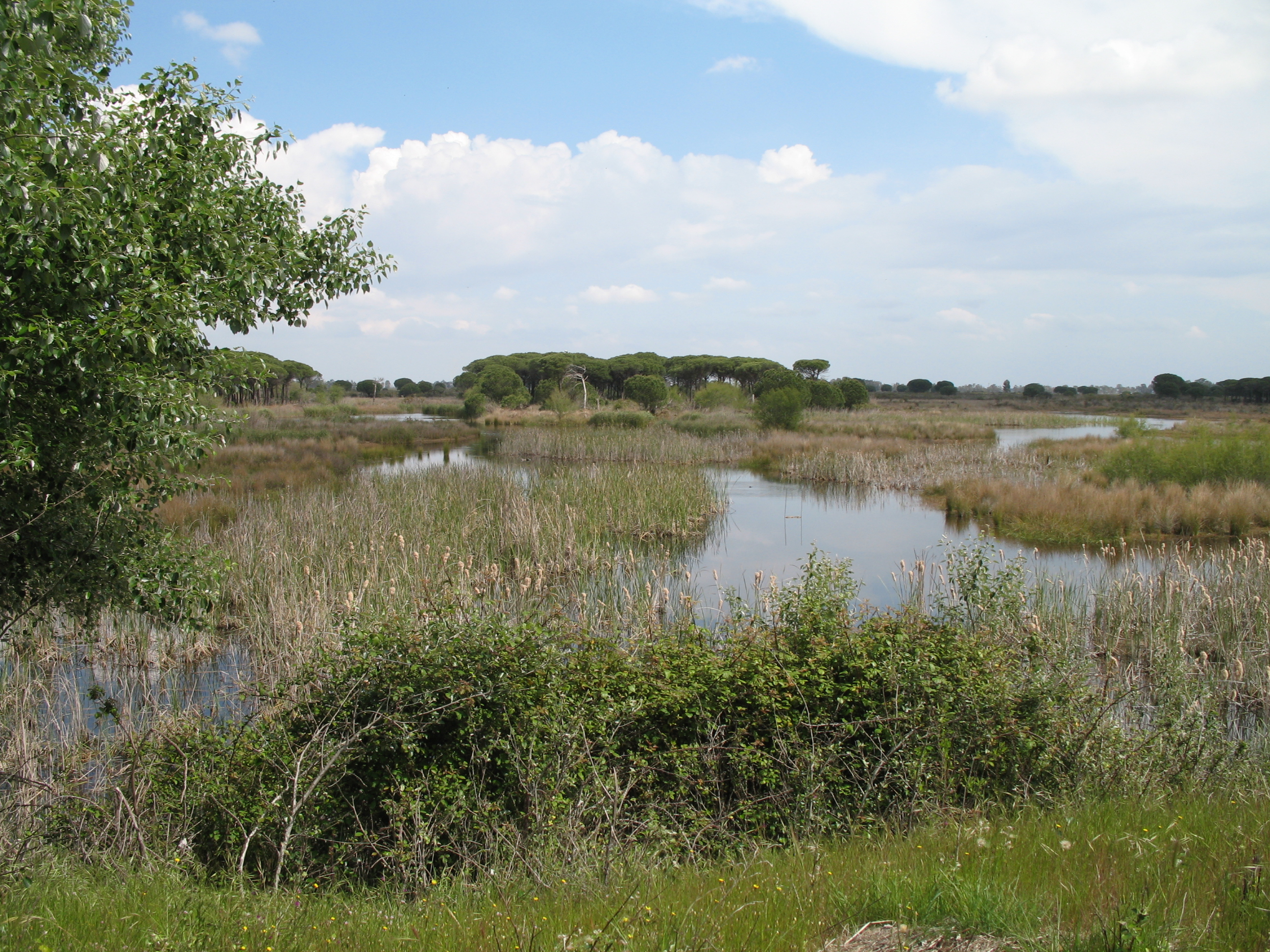
Llacunes de El Acebuche (Doñana)

Bert Axell, hi va anar el 1966 a petició del International Biological Program i col·laborador del programa Nature Conservancy com a expert per la creació de llacs, observatoris i camins en zones humides i la seva gestió turística. Valverde no va veure amb bons ulls l'ajuda d'Axell ofertada amb el programa de la WWF, tot i que va acceptar finalment la creació d'un espai de guaita amb el seu nom. Mes endavant es sorprendria del seu assessorament per la creació de la Laguna del Acebuche amb suport institucional espanyol d'alt nivell. Axell va preparar un "Report on the Coto Doñana Biological Reserve, 18thMarch - 12 May 1966" previ a les gestions per la creació del Parc Nacional de Doñana el 1969 del qual Valverde va ser nomenat director.

### Aiguamolls de l'Empordà
El 1976 el Centre Europeu de Conservació de la Natura va decidir dedicar al seva campanya anual per la conservació de les zones humides. Amb aquest suport la societat ornitològica belga "Aves" va organtizar un col·loqui internacional a Liege on Marti Boada i Jordi Sargatal van presentar una ponència sobres els Aiguamolls de l'Empordà. Mes de 400 representants d'onze estats europeus van signar un document adreçat al Govern espanyol per la protecció dels Aiguamolls. Entre els signants hi havia Herbert Axell pel Regne Unit, Paul Géroudet pe Suissa, o LH Sorensen per Dinamarca entre d'altres. En aquest congrés es va presentar una ponència d'Axell sobre la reserva de Minsmere que ell dirigia. Un grup d'ornitòlegs catalans la va visitar i van adonar-se de la importància d'emular el model que Herbert Axell hi havia implementat.

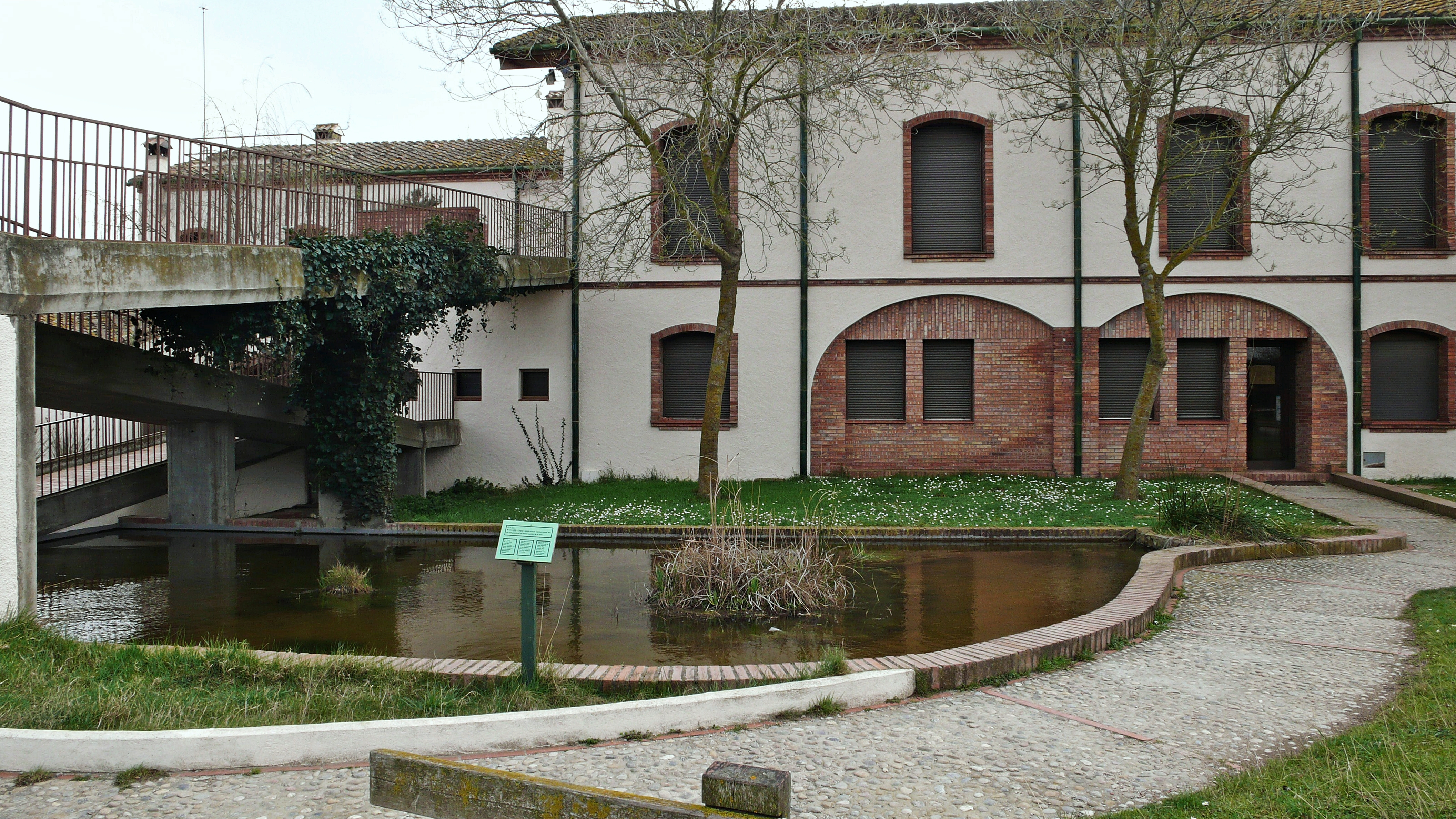
Punt d'informació del Cortalet (Aiguamolls de l'Empordà)

Axell va ser un dels artífex de la projecció internacional del moviment vers la conservació d'aquesta aiguamoll i el final de la seva especulació urbanística. El 1979 participà en la sessió "Arranjament de le zones humides i el cas dels Aiguamolls de l'Empordà" a la Comissió d'Ornitologia de la Institució Catalana d'Història Natural. Aquest any, juntament amb Jordi Sargatal i Francesc Giró confeccionà un informe sobre la planificació i arranjament de la futura reserva natural que es lliurà el juny de 1980 al Departament de Política Territorial de la Generalitat de Catalunya. Aquest va ser el primer estudi sobre gestió d'un espai natural protegit que sustentava les bases per la gestió de la zona litoral de Castelló d'Empúries i Sant Pere Pescador. Es va tenir en compte l'impacte dels visitants i l'impacte ambiental que aquest estructura podria produir, amb un centre d'informació i acollida al Mas Cortalet, amb itineraris prèviament fixats i observatoris de guaita.També es considerava prioritari el subministrament d'aigua dolça, i prendre aigua del Muga, prèviament depurada o dels excedents de regadius.

### Mai Po
Els aiguamolls de Mai Po (Yueng Long) han estat internacionalment coneguts com a punt de descans en les llargués rutes migratòries dels ocells entre Sibèria a Austràlia. El 1976 van rebre la declaració d'Espai Especial d'Interès Científic (Site of Sepcial Scientific Interest - Hong Kong). Els seus pantans van estar valorats com a espais de reducció de les inundacions estacionals de Hong Kong.

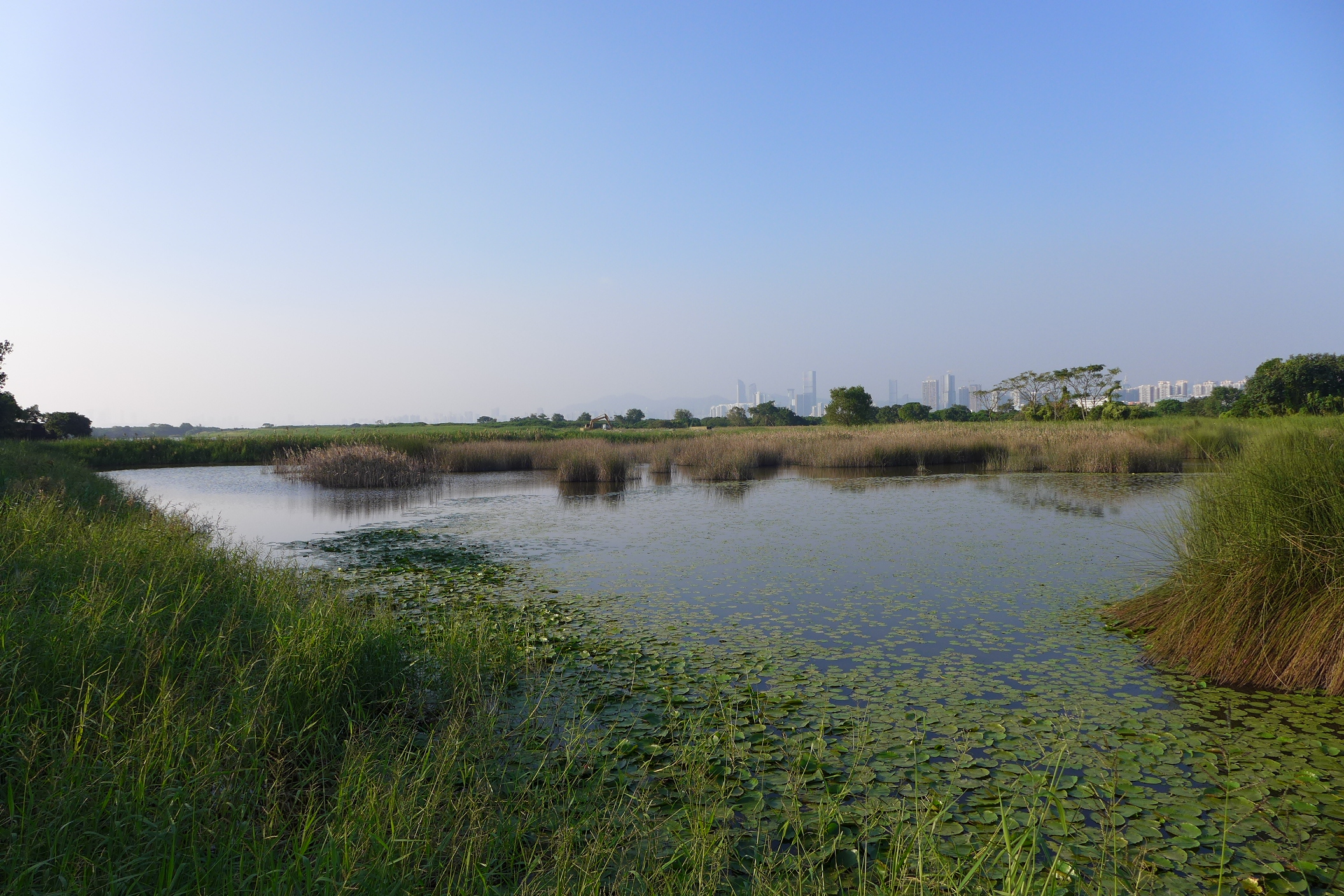
Aiguamolls de Mai Po (Hong Kong)

El 1983 Axell, a petició de la WWF, va confeccionar un informe "Mai Po Marshes - proposals for development as a nature reserve and eucation centre. Report to World Wildlife Fund Hong Kong", pel desenvolupament de la reserva natural i centre educatiu ambiental de Mai Po i (Hong Kong). De la mà de l'ornitòleg Gavin Cooper, Axell va conèixer els circuits per observar i l'ecosistema d'aquest espai natural. Amb el temps, Mai Po evolucionaria cap a una reserva natural de 1540 ha reconeguda a la llista del Conveni de Ramsar.

### Kota Belud

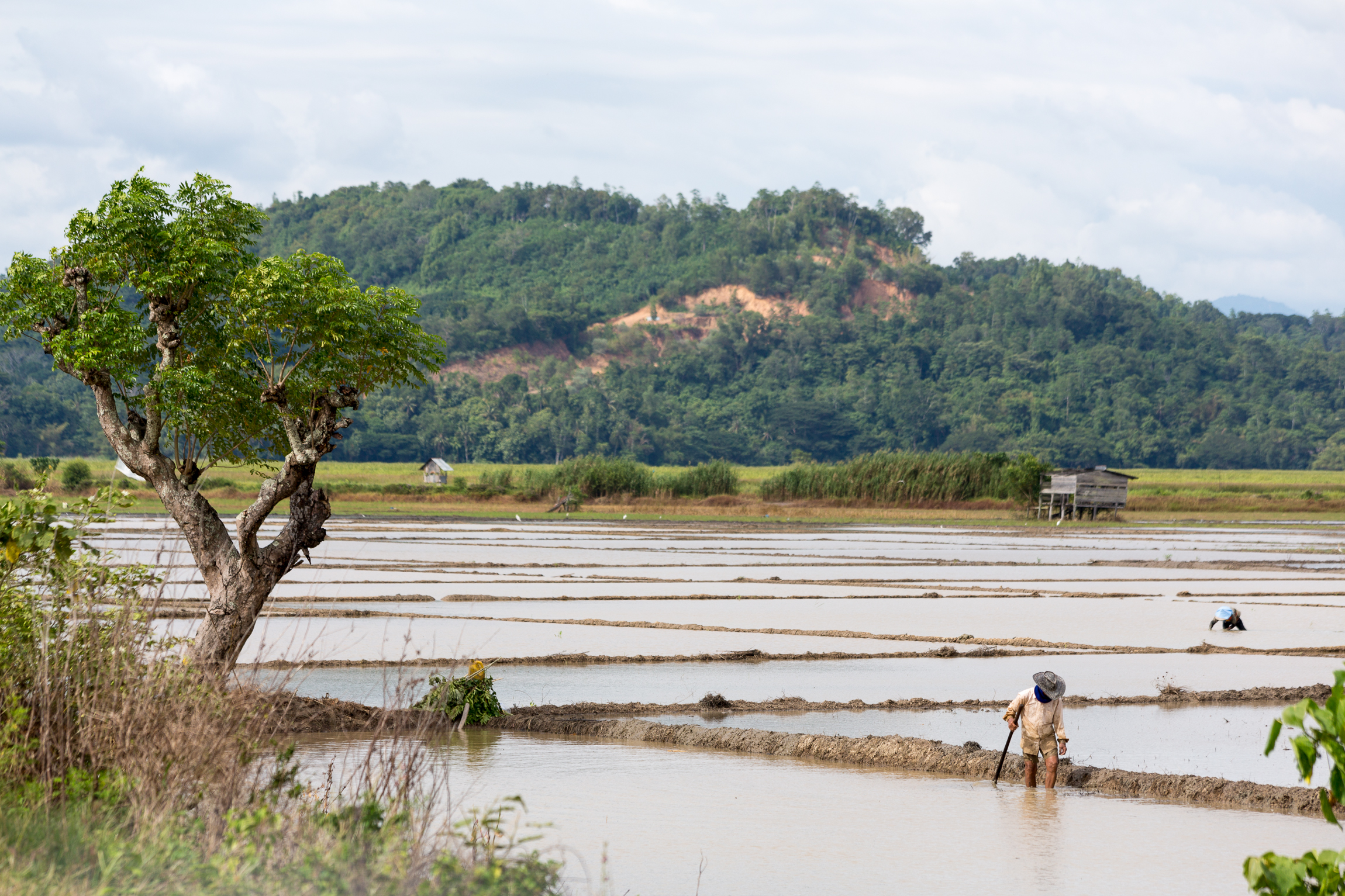
Camps d'arròs a Kota Belud (Malàisia)

El Novembre de 1985, a petició de la World Wildlife Fund Malaysia, Axell visita amb Junaidi Payne, coordinador del projecte amb seu a Sabah Forest Departement, el territori del Kota Belud Bird Sanctuary a Malàisia per preparar una proposta de desenvolupament integral de gestió ornitològica, com ja havia fet en altres indrets europeus: "Kota Belud Bird Sanctuary, Sabah, Malaysia: A development plan for wildlife and tourism". En el mateix s'incidia en la pèrdua de protecció legal de la zona, amb una pressió humana molt forta. A nivell de gestió ambiental s'incidia en la incorporació de llacunes artificials amb illes (Scrape) que permetéssin la nidificació dels ocells. Payne, juntament amb Duncan Parish, elaboraran el mateix any un informe en el que analitzaven també les possibilitats de l'espai com un recurs d'aprofitament pel turisme ornitològic.

## Obra
- Axell, Herbert. Minsmere: Portrait of a Bird Reserve.  Hutchinson, 1977. ISBN 978-0-09-128840-2.
- Axell, Herbert. Birds of Britain.  Artus Publishing, 1978.
- Axell, Herbert. Birdwatch Round Britain: a personal selection of Britain's bird reserves.  Collins and Harvill Press, 1982. ISBN 978-0-00-262256-1.
- Axell, Herbert. Of Birds and Men.  Book Guild Publishing, 1992. ISBN 978-0-86332-747-6.

## Llegat
Bert Axell va ser un dels grans impulsors en fer compatible la conservació dels espais naturals amb el turisme ornitològic de la mà de la WWF, el que va afavorir l'interès de l'opinió pública per l'ornitologia tant en programes de ràdio com televisió tant a la Gran Bretanya com a diferents països europeus i asiàtics.

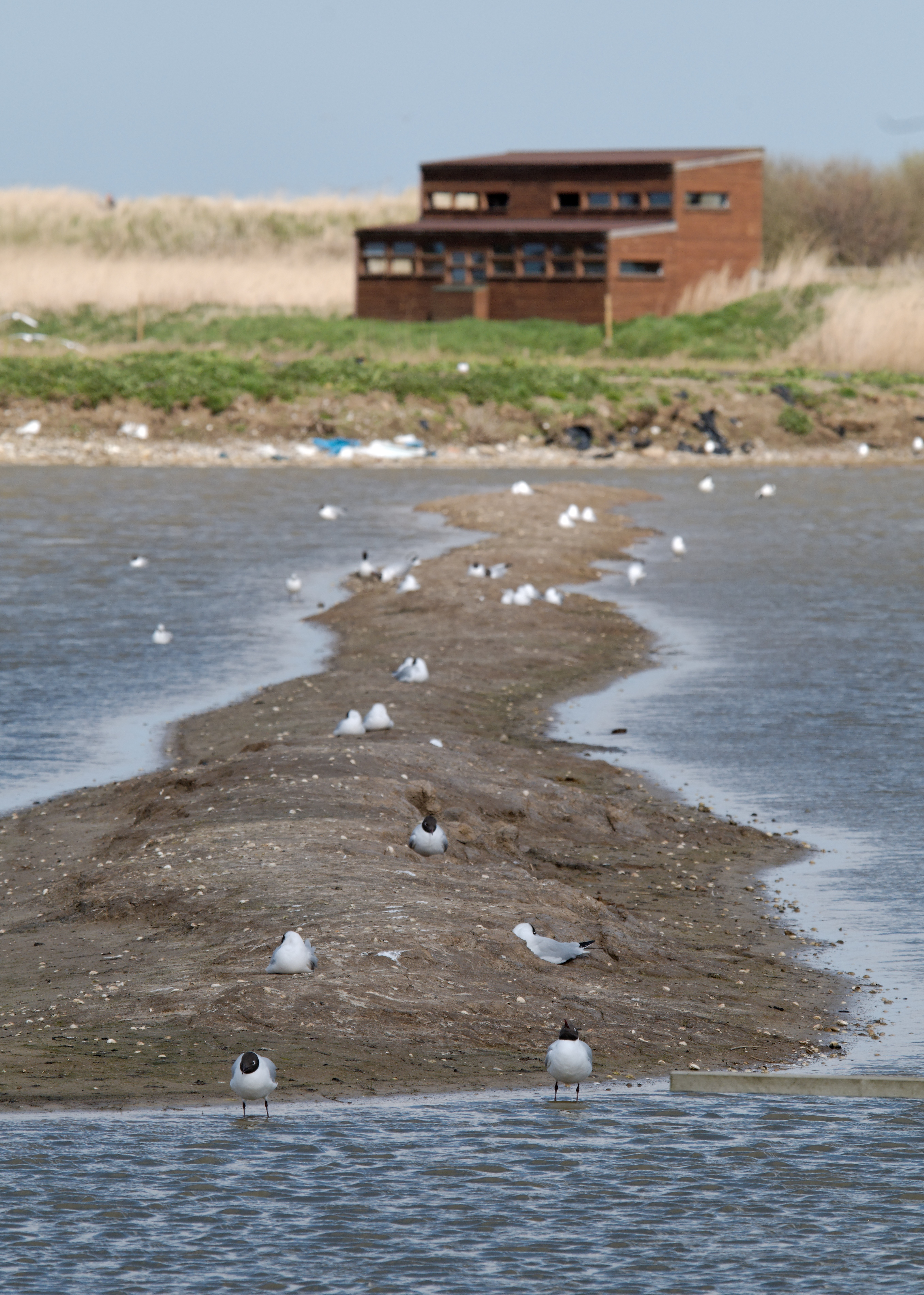
Observatori i Scrape als aiguamolls de Minismere (Suffolk) Regne Unit

Però un dels aspectes mes rellevants del seu mestratge serà la creació dels "Scrape": un espai de terra amb aigües poc profundes, d'illes i fang sec i pelat, amb un petit desnivell de terra, que pot regular els nivells d'aigua amb de manera natural o artificial amb rescloses. Aquests petits nuclis de terra que permeten la cria de d'ocells fora de la molèstia que poden generar els humans i els potencials depredadors.
En la seva etapa a Minismere, Axell es va adonar que es necessitaven mesures per separar físicament les aus i el seu hábitat de la gent. A finals del 1962 va demanar ajuda al seu amic Joe Black perquè amb l'ajuda del seu bulldozer anés cavant un llac poc profund i salobre amb petites illes que es va conèixer com a Scrape. Durant els següents dotze anys les excavadores hi van estar treballant, i grups locals de voluntaris van venir a ajudar a la seva construcció fins a arribar a les cinquanta hectàrees. Es van col·locar rescloses d'aigua en punts estratègics per afavorir la renovació del medi aquàtic. Els Scrape van esdevenir uns habitats semi naturals que, juntament amb la senyalització i rutes d'interpretació de la natura, van crear uns paisatges instructius i van fixar una cultura d'observació de la natura que va caracteritzar el moviment conservacionista de la postguerra britànica.
Amb la construcció d'aquests espais també es va promoure l'adequació de passarel·les separades amb canyissars i altres materials orgànics, fent que el públic visitant fos mes independent, i gaudís de l'experiència dels recorreguts cap els punts de guaita. Per afavorir la naturalització dels espais es van col·locar pells al costat dels nous brolladors d'aigua dolça, que van aportar insectes i crustacis. Els ocells van sentir-se atrets per aquest aliment i van instal·lar-s'hi ràpidament. Les limícoles, com les recurviròstrids, no hi havien aparegut durant anys, però de seguida van tornar a criar en aquests nous entorns naturals, i després moltes altres aus arribarien a Minismere.
Els Scrape van esdevenir uns elements rellevants a nivell britànic per la gestió ornitològica i control mediambiental de les zones humides i reserves de la RSPB. El seva influencia va arribar implantar-se a diferents aiguamolls del món en les que Axel va incorporar el seu mestratge.Aquesta experiència va servir per ampliar les intervencions en zones humides d'altres latituds, com en els Estats Units i el Canada.
A causa del seu treball i innovacions Bert Axell va ser nomenat Orde de l'Imperi Britànic el 1965.